# Teutates

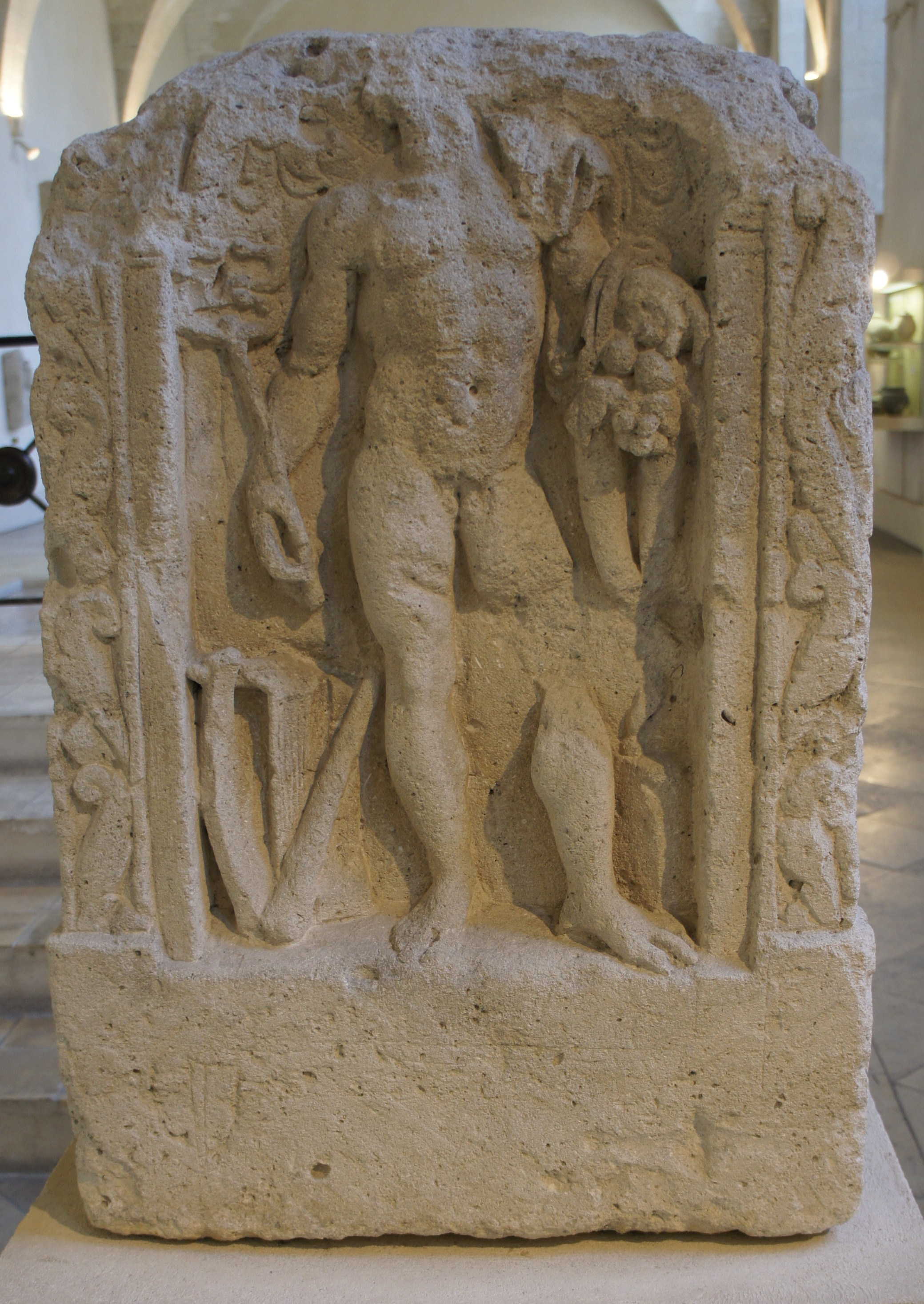
Reliëf van Teutates op de voet van een zuil
Musée Saint-Remi (Reims)

Teutates of Toutatis was een Keltische god, beschreven door de Romeinse geschiedschrijver Lucanus, die deel uitmaakte van een triade samen met Esus en Taranis. De naam Teutates stamt waarschijnlijk af van het Proto-Keltische *teutā- dat "volk" of "stam" betekent, en is dan gewoon een titel: "stamgod". Albiorix ("koning van het heelal") was een epitheton ornans van Toutatis.
Teutates was een van de machtigste van de Keltische goden. Hij moest tevreden worden gehouden met bloedoffers van doodgeslagen slachtoffers. Hij was de uitvinder van de kunsten en bezat magische krachten. Teutates werd vooral in Gallië en Britannia vereerd.
In het stripverhaal van Asterix is hij de beschermgod van het Gallische dorpje en wordt de godheid veel aanroepen met de uitspraak: "Bij Toutatis!".
De planetoïde Toutatis en de Saturnus-maan Albiorix zijn naar deze godheid vernoemd.
Abnoba · 
Ancamna ·
Andarta ·
Andraste ·
Anu ·
Artio · 
Arduinna · 
Arvernorix · 
Aufaniae · 
Ategnissa · 
Aveta · 
Badb ·
Banba ·
Belenos ·
Belisama · 
Bormo · 
Branwen ·
Breg ·
Bres ·
Breogán ·
Brigantia · 
Bussurigios · 
Cailleach ·
Camulos ·
Caturix · 
Cernunnos ·
Cicollos · 
Cissonius · 
Cú Chulainn ·
Dagda ·
Danu ·
Domnu ·
Epona ·
Ériu ·
Esus ·
Fand ·
Fódla ·
Gontia · 
Grannus · 
Gwendolyn ·
Herecura · 
Icovellauna · 
Intarabis · 
Inciona ·
Iouga ·
Lí Ban ·
Litavis · 
Llŷr ·
Loucetius · 
Lugh ·
Lugos · 
Luxovius ·
Macha ·
Marrigu ·
Matres ·
Mogons · 
Mogontia · 
Morrigan ·
Nemain ·
Nemetona · 
Ogma ·
Ogmios · 
Poeninus · 
Ritona · 
Rhenus · 
Rosmerta · 
Seela ·
Sequana ·
Sídhe ·
Suleviae ·
Taranis · 
Toutiorix · 
Teutanus · 
Teutates ·
Tuatha Dé Danann ·
Vassocaletis · 
Vellaunus ·
Vosegus · 
Xulsigiae